# サージェン
サージェン（ロシア語:сажень；ラテン文字転写の例:sazhen) は、かつてロシアなどで使用されていた長さ（距離）の単位である。

## 概要
サージェンは、両腕を横に水平に伸ばしたときの、一方の手の指先からもう一方の手の指先までの長さである。
サージェンという名称はキエフ大公国時代から散見することができ、1554年から1サージェンは3アルシンになったが一定せず、ようやく18世紀以後に1サージェンは3アルシンで固定された。
SIでは約2.133メートルとなる。